# Pseudoscolopia polyantha
Pseudoscolopia polyantha — вид квіткових рослин родини Вербові (Salicaceae). Вид є ендеміком Південно-Африканської Республіки (Східна Капська провінція, Західна Капська провінція, Квазулу-Наталь).

## Опис
Це чагарники або дерева заввишки 2-6 м. Листя еліпсоїдної форми, 4-6,5 см завдовжки, супротивні, черешкові. Суцвіття — складні зонтики. Квітки — тичинково-маточкові. Плід — яйцеподібна коробочка, 0,5 см в діаметрі. Насіння еліптичне, покрите волосками.